# Trekantshajar
Trekantshajar (Oxynotus) är ett släkte av hajar som beskrevs av Rafinesque 1810. Oxynotus är enda släktet i familjen Oxynotidae.
Arterna kännetecknas av två höga ryggfenor som är unik bland hajarna. Den maximala längden ligger vid cirka 1,5 meter. Det svenska trivialnamnet syftar på släktmedlemmarnas bål som är trekantig i genomsnitt. Typiskt är även individernas grova hud. Flera arter har lysorgan vid undersidan.
Trekanthajar förekommer i östra Atlanten (inklusive Medelhavet), i västra Atlanten och i västra Stilla havet.
Arter enligt Catalogue of Life och Dyntaxa:
- Oxynotus bruniensis
- Oxynotus caribbaeus
- trekantshaj (Oxynotus centrina)
- Oxynotus japonicus
- spetsfenad haj